# Marian Melgarejo
Marian Melgarejo, bolivijski general in politik, * 13. april 1818, † 23. november 1871.